# Monte Cervantes
Le Monte Cervantes était un liner allemand qui naviguait en Amérique du Sud sur la ligne de Buenos Aires via Puerto Madryn  en Argentine à Punta Arenas au Chili et retour. Le navire était immatriculé en Allemagne et appartenait à la South American Hamburg Company. Après seulement deux ans de service, il sombra au début de 1930 près de la Terre de Feu. Le navire est resté célèbre sous le sobriquet de "Titanic du Sud."
Le 22 janvier 1930, le Monte Cervantes quitte Ushuaïa et après 30 minutes de navigation dans le Canal Beagle, il heurte des rochers submergés près du Phare Les Éclaireurs. Le navire ne peut se déséchouer par ses propres moyens et commence à couler. Les embarcations de sauvetage sont alors mises à l'eau et les 1 200 passagers et 350 membres d'équipage évacuent le navire et sont saufs. La seule victime est son commandant le capitaine Theodor Dreyer. Le Monte Cervantes coule définitivement 24 heures plus tard.

## Le navire
Le Monte Cervantes est baptisé le 25 août 1927 par les constructeurs Blohm + Voss. C'est le troisième navire de la classe Monte. Quatre mois plus tard, le 3 janvier 1928, le navire est mis en service sous les auspices de la Hamburg South American Steam Ship Company KG (HSDG). Son port d'attache est Hambourg en Allemagne (alors République de Weimar. Le navire devait être exploité régulièrement entre Hambourg et les capitales sud-américaines de Rio de Janeiro (Brésil) et de Buenos Aires (Argentine).
Bientôt, les itinéraires du navire sont élargis pour inclure des voyages de divertissement sur les deux continents. Pour ce faire, la capacité maximale de transport de passagers est réduite de 2 492 places à environ 1 750 places, ce qui permet d'accroître les aspects luxueux du bateau.

### Équipement
Le navire possède 30 canots de sauvetage et est meublé de façon moderne. Selon la brochure de voyage de l'époque, les passagers ont accès à un grand pont promenade, deux salles à manger spacieuses, un grand salon fumeurs, un théâtre confortable, un bureau de poste et une bibliothèque. Dans les classes de prix IA à V, les cabines sont pourvues d'eau courante, tandis que les voyageurs du groupe de prix VI et ceux des couchettes bénéficient de salles de bains bien éclairées pour hommes et pour femmes. De plus, on trouve sur le navire un salon de beauté pour les dames et une boutique de barbier pour les messieurs.

### Nourriture
Les repas à bord étaient décrits dans la brochure de voyage comme "abondants, nutritifs et variés". A titre d'exemple, le menu de bord du navire du 30 mai 1929 incluait : 
des œufs cuits, des crêpes à la compote de pommes et des flocons d'avoine au petit déjeuner, du bouillon avec des boulettes de bacon tyrolien, du rôti de veau, des jeunes pois, des pommes de terre et des abricots californiens pour le déjeuner, du thé de l'après-midi avec du gâteau aux abeilles farci et du schnitzel pour le dîner.

Le menu complet ainsi que l'eau potable sont inclus dans le prix de la croisière. Il y a des suppléments pour le vin, la bière, l'eau minérale, les liqueurs et le tabac.

### Tarifs
Le coût d'une croisière sur le Monte Cervantes variait, en fonction de la taille de la cabine et de la croisière elle-même, entre 240 et 630 Reichsmark (RM) qui était la monnaie en Allemagne de 1924 à 1948. Pour 240 RM, un passager dormait dans une salle commune de 120 lits ou sur le pont F; ensuite, il y avait de neuf à onze cabines sur le pont E; les plus chères étaient les cabines pour deux personnes sur le pont A extérieur. Tous les passagers étaient traités de la même façon à bord du navire. La différence dans le coût de la cabine dépendait de l'emplacement et du type de cabine.

## Mise en service
Le 7 janvier 1928, le Monte Cervantes commence son voyage inaugural sous le commandement du capitaine Meyer en naviguant de Hambourg à La Plata en Argentine.

### L'incident du Svalbard
Seulement six mois plus tard, le 24 juillet 1928, le navire à vapeur effectue un voyage entre le Cap Nord et l'archipel de Svalbard en Norvège et traverse un champ de glaces flottantes. Vers 23 h, il heurte quelque chose - probablement un petit iceberg -  et la coque commence à fuir. Les tentatives de pompage se révèlent infructueuses, car certaines zones du pont avant sont rapidement inondées sous cinq mètres d'eau.
Le navire se dirige alors directement vers l'île de Spitzberg à la recherche d'une baie dans laquelle mouiller. Environ 1 800  passagers sont débarqués. Le brise-glace soviétique Krasin qui se trouvait à 130 km du Monte Cervantes, répond à l'appel de détresse du navire et lui offre son aide. Dès son arrivée, l'équipage du Monte Cervantes et les plongeurs du Krasin se mettent à réparer les dégâts. Les réparations durent plusieurs jours et sont terminées le 29 juillet, afin que le voyage puisse se poursuivre. Pendant ces cinq jours d'incertitude et d'attente, les journaux européens relatent avec force détails l'accident et le sauvetage, captant ainsi l'intérêt du public. C'est dans le cadre de l'un de ces reportages que le navire acquiert son surnom de "Titanic du Sud" ou "Titanic argentin".

## Naufrage
Un an et demi plus tard, au début de l'année 1930, le Monte Cervantes effectue un voyage en Amérique du Sud sous le commandement du capitaine Theodor Dreyer et du premier officier Reiling.
Le 17 janvier, le navire arrive à Puerto Madryn et le 20 janvier au matin à Punta Arenas. Le lendemain, le navire navigue par mauvais temps mais trouve une mer calme dans le Canal Beagle et atteint Ushuaïa vers 19 heures.
Dans la matinée du 22 janvier, le Monte Cervantes lève l'ancre et navigue à l'ouest vers la  Baie Yendegaia située à 15 km. Le commandant de bord trace une route sécuritaire autour du Phare Les Éclaireurs à travers de vastes champs d'algues et de nombreuses petites îles.

### La collision
Vers 12 h 40, la vigie repère un rocher submergé droit devant et le commandant de bord ordonne un changement de cap immédiat. Le cap est confirmé vers 12 h 43 par le premier officier Reiling. Quelques secondes plus tard, le navire heurte un rocher qui n'apparaît pas sur les cartes marines de l'époque. La coque extérieure du Monte Cervantes est déchirée et l'eau y pénètre.
Selon un passager, il y a eu "une formidable brèche dans la quille et un vacarme tonitruant de moteurs rugissants et puis, soudain, le bateau s'est penché vers la gauche".   Les écoutilles sont bien fermés, mais bientôt le Monte Cervantes glisse un peu dans la mer. Plus d'eau se déverse alors à l'intérieur et inonde la cale et le gouvernail.

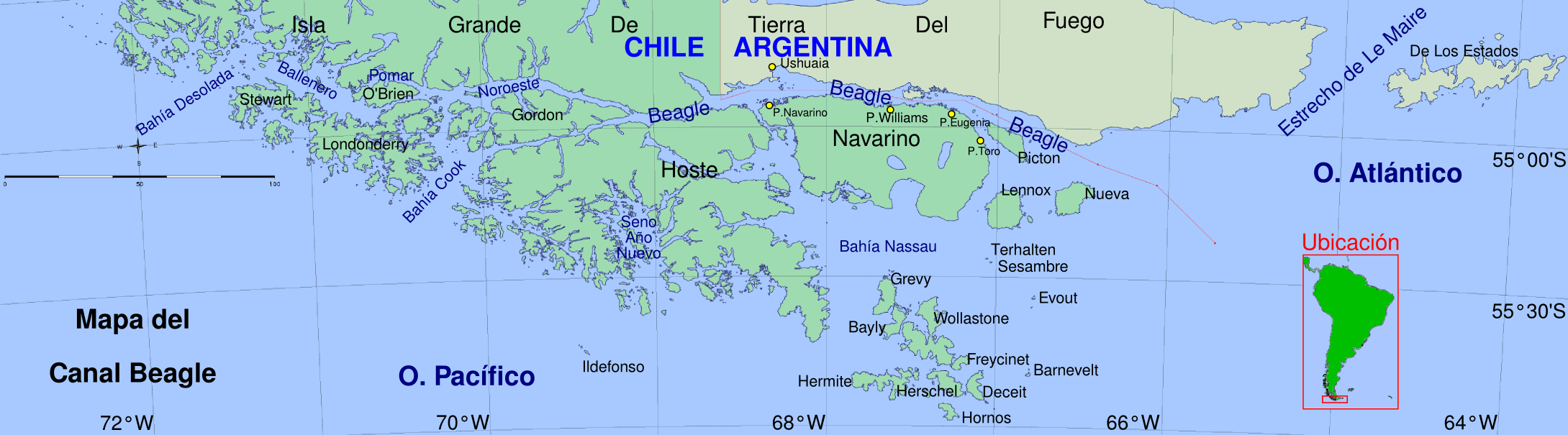
Le Monte Cervantes quitte Ushuaïa dans le canal Beagle, en direction de l'ouest le 22 janvier 1930.

### Évacuation et secours

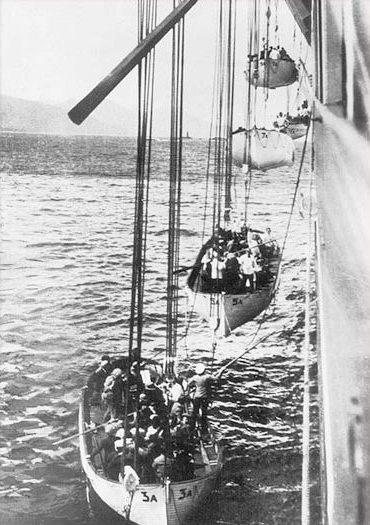
Les chaloupes du Monte Cervantes sont mis à la mer, le 22 janvier 1930.

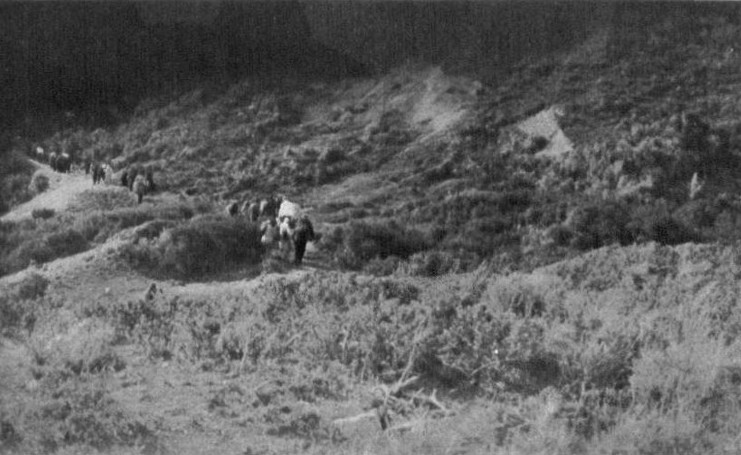
Des rescapés se dirigent vers Ushuaïa à travers bois.

Immédiatement après que le Monte Cervantes ait glissé du rocher, l'ordre est donné de mettre uniquement les chaloupes du pont E à la mer. Au début, cela provoque une petite panique chez les passagers, mais l'équipage explique que les 30 bateaux restants sont encore suffisants pour accueillir 500  passagers supplémentaires ce qui calme les esprits. Les 1 117 passagers et 255 membres de l'équipage sont donc tous évacués avec succès et commencent à ramer contre le vent en direction d'Ushuaïa.
Un passager a rapporté par la suite que le sauvetage n'était pas toujours agréable.... un vent fort s'est levé et d'énormes vagues nous ont portés à une hauteur de dix mètres, nous faisant retomber dans de grands précipices, presque renversant les bateaux. C'était terrifiant ! Les vagues nous trempaient d'eau glacée de la tête aux pieds. Mes jambes étaient raides et mon bras droit était paralysé après m'être accroché si longtemps au bord du bateau.
Au moment de la collision, l'opérateur radio a immédiatement envoyé un SOS. Le signal est reçu par de nombreuses stations des deux côtés de l'Océan Atlantique. Le cargo argentin Vincente Fidel Lopez ancré dans le port d'Ushuaïa, entend également l'appel et se dirige immédiatement vers le Monte Cervantes, mais en chemin, il est lui-même été victime d'un accident avec sa touline. Pendant ce temps, le reste de l'équipage du Monte Cervantes récupère tous les objets de valeur des passagers qu'il peut trouver pour les restituer ultérieurement. Le radio demande également que des vedettes de secours recherchent et récupèrent les passagers des embarcations de sauvetage.
Peu après le départ de la première vedette, une deuxième en provenance de la prison d'Ushuaïa, apparaît pour proposer son aide. Ce bateau est immédiatement renvoyé et revient ensuite avec des couvertures. Peu de temps après, le Vincente Fidel Lopez atteint enfin le site du naufrage. Il transfère les passagers des canots de sauvetage à son bord et transporte ainsi environ 800  personnes sur la terre ferme.
Pendant ce temps, certains des canots de sauvetage dérivent vers des rivages plus éloignées et leurs passagers doivent faire ensuite une longue marche à travers une zone boisée dense avant d'atteindre la ville d'Ushuaïa, qui ne comptait alors que 800  habitants environ. Ainsi, les 1 200 rescapés mettent à rude épreuve la petite communauté qui, faute de locaux, héberge une partie des passagers dans la prison de la ville.

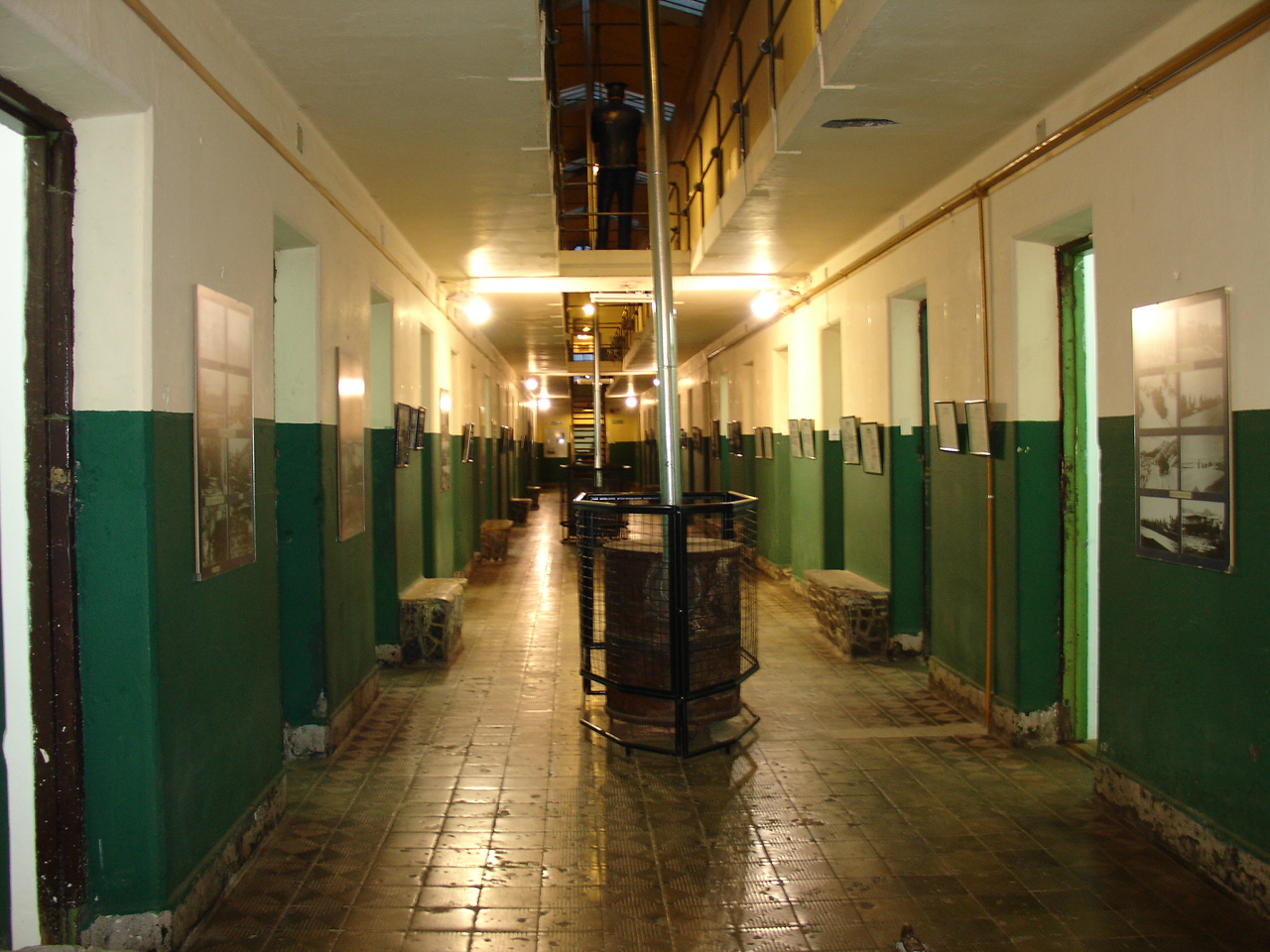
Certains passagers ont dû être hébergés dans cette prison (aujourd'hui un musée) à Ushuaïa

### L'échouage

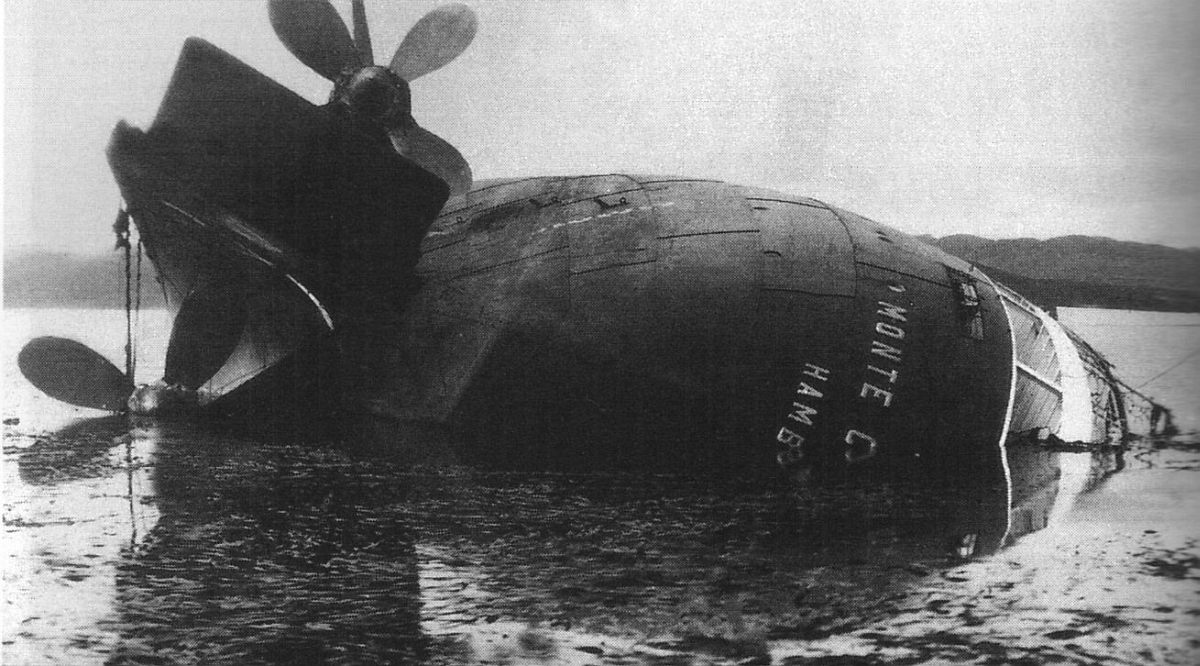
Le paquebot restera dans cette position de longues années.

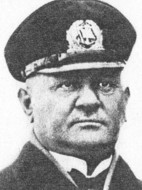
Le capitaine Theodor Dreyer en 1929.

Après que le dernier canot de sauvetage s'est suffisamment éloigné du récif, les moteurs du Monte Cervantes - qui sont encore en bon état de fonctionnement puisque la salle des machines n'a pas été inondée - sont de nouveau démarrés. Le commandant de bord et les 70 membres d'équipage restants tentent alors de manœuvrer le Monte Cervantes pour l'échouer sur l'îlot rocheux du phare Les Éclaireurs afin d'empêcher le navire de sombrer.
Le gaillard, qui flottait encore librement s'enfonce alors de plus en plus abruptement, le navire étant déjà inondé jusqu'au pont D. Les sondages effectués par l'équipage montrent que le paquebot n'est alors assis que du côté bâbord de son arrière qui seule repose sur le récif. Le reste du navire flotte librement. Mais d'autres mesures révèlent une pénétration continue de l'eau dans la coque et à ce moment-là, le commandant de bord ordonne que tous les membres d'équipage encore à bord abandonnent le navire et utilisent le dernier canot de sauvetage. Les officiers supérieurs passent la nuit du 22 au 23 janvier sur un îlot rocheux proche.

### Le lendemain
Dans la matinée du lendemain 23 janvier, de nombreux navires, dont le Vincente Fidel Lopez, entourent le Monte Cervantes afin d'aider à transborder le reste des bagages à bord. Par la suite, le Vincente Fidel Lopez tente de remorquer le paquebot, mais cette tentative échoue en raison de la puissance moteur insuffisante du navire argentin, qui n'est que de 450 CV. À l'approche de la soirée, le capitaine Dreyer envoie le reste de l'équipage à terre, voulant rester sur le navire, ce qui, pensait-il, lui permettra de conserver sa place. L'intendant ne peut le persuader de partir. Pendant ce temps, deux autres officiers montent à bord pour récupérer des objets.

### Le "Monte Cervantes" sombre
Peu de temps après, une forte secousse se propage dans le Monte Cervantes qui se décroche subitement du récif et l'étrave du navire plonge vers le fond. Les derniers membres d'équipage sautent in extremis à l'eau et sont repêchés par les secours en attente.
Mais le capitaine Dreyer ne peut se sauver. En enfilant son gilet de sauvetage, il tombe dans le pont promenade du navire et se noie dans son propre navire. Les secours cherchent Dreyer pendant plus d'une heure, mais son corps ne sera jamais retrouvé. C'est la seule victime du naufrage.
La poupe du paquebot n'est pas immergée et reste visible. Comme le navire repose sur un récif rocheux à l'écart des voies de navigation normales, aucun effort ne sera entrepris pendant longtemps pour l'enlever.

### Exonération
Le 6 mars 1930, le tribunal maritime de Hambourg mène une enquête sur le naufrage du Monte Cervantes dans le Beagle. Le verdict disculpe totalement le capitaine Dreyer qui y a perdu la vie.

## Tentatives de récupération

### Démantèlement

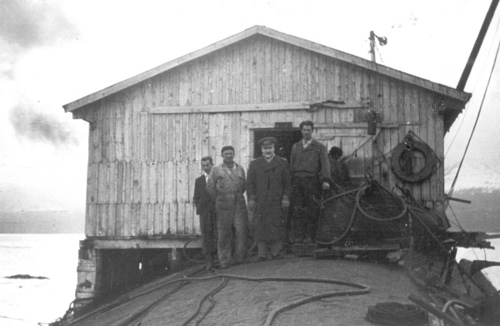
L'équipe de démantèlement de l'épave en 1951.

Pendant plus de 20 ans, le navire repose relativement solidement sur la roche sous-marine. Les prix des métaux ayant augmenté après la Seconde Guerre mondiale, en 1951, la compagnie italienne de sauvetage Salvamar obtient les droits sur l'épave. Une récupération complète étant impossible, la stratégie est donc d'enlever pièce par pièce toutes les parties métalliques utilisables pour les faire fondre et les vendre.
En 1953, le remorqueur de sauvetage St. Christopher (anciennement HMS Justice) est affrété pour participer à ces opérations de récupération. Mais le remorqueur s'échoue à son tour et est abandonné pendant les travaux. Il reste depuis près du port d'Ushuaïa, comme témoignage tangible des dangers de la navigation dans le Beagle .

### Disparition

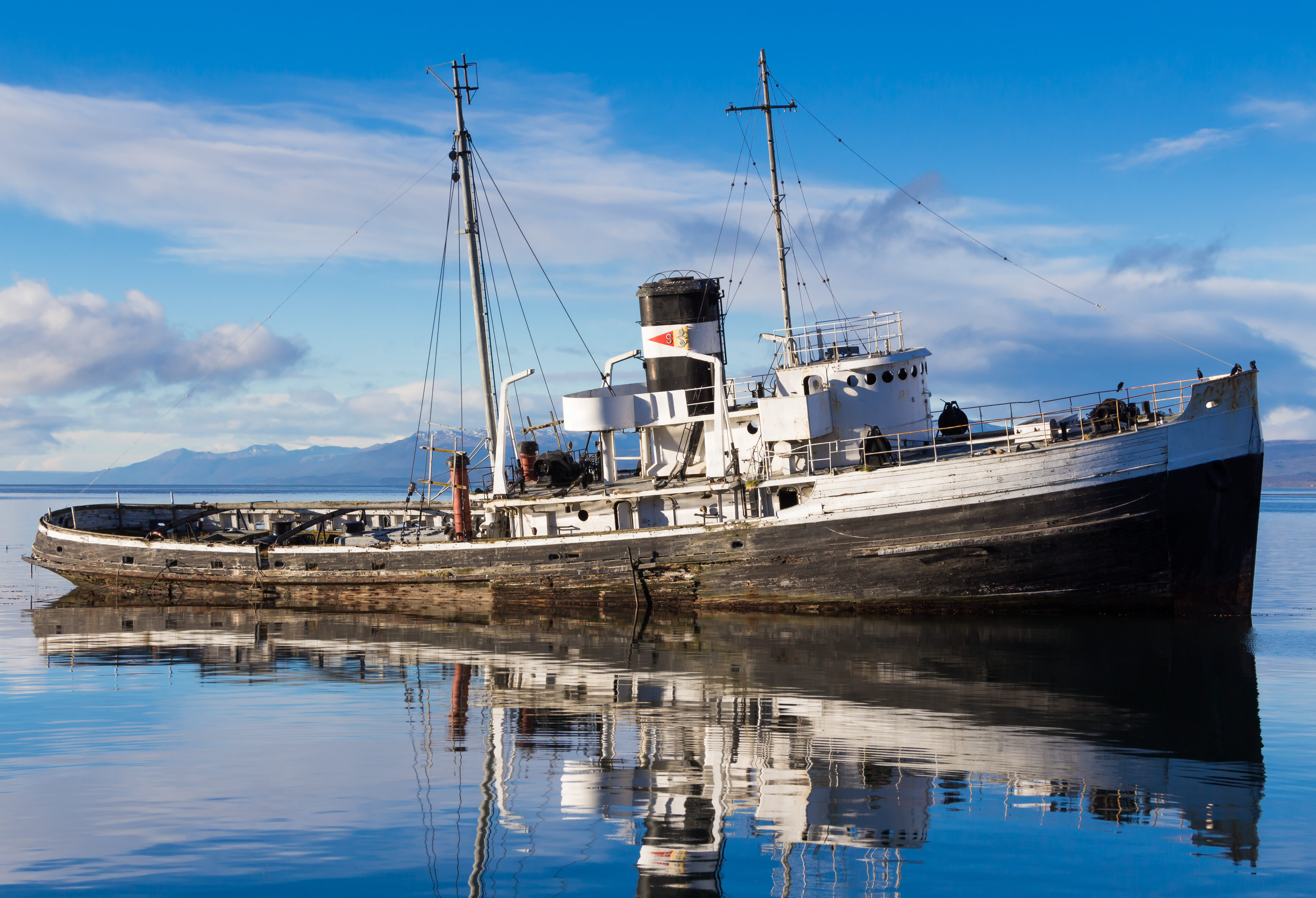
Le St. Christopher est toujours dans le port d'Ushuaïa.

En 1954, on tente de tracter l'épave du Monte Cervantes jusqu'à Ushuaïa, où un difficile démantèlement aurait pu être entrepris. L'entreprise de sauvetage utilise des dispositifs flottants pour ramener le navire à la verticale et le 14 octobre 1954, trois remorqueurs commencent à pousser lentement le reste de l'épave vers le port.
Cependant, alors que le convoi a parcouru environ 1500 m, le navire se couche sur bâbord et glisse lentement vers le fond. Le Monte Cervantes sombre alors irrémédiablement dans les profondeurs du canal Beagle par 130 mètres de fond.

### La redécouverte
En septembre 2000, une équipe de tournage de Spiegel TV tente de retrouver la partie arrière de l'épave du Monte Cervantes. Utilisant un sous-marin robot allemand de la société Mariscope Meerestechnik, la recherche est un succès. Des vestiges de l'ancien paquebot de luxe sont découverts par 115 mètres de fond.
Un véhicule sous-marin téléguidé, (ROV), pénètre dans la coque du Monte Cervantes pour la première fois en 70 ans. De petits trésors d'ornementation sont récupérés, ainsi qu'une bouteille de vin rouge, des verres à vin, des cendriers et des lustres, qui sont tous exposés au musée du Bout du Monde (en espagnol : Museo del Fin del Mundo) à Ushuaïa.
Aujourd'hui, l'épave du Monte Cervantes est une destination de choix pour les plongeurs et celle du St. Christopher à l'ouest du port est un but de promenade incontournable pour les touristes qui attendent d'embarquer pour une croisière en Antarctique.

### Reconnaissance
La société Hamburg Süd a construit et lancé une nouvelle série de navires de classe Monte. Il y avait cinq navires dans cette classe en 1930 et aujourd'hui cette nouvelle classe compte six sister-ships des porte-conteneurs de 5 552 EVP.
- En 2004, la compagnie lance le premier navire de la classe appelé Monte Cervantes qui sera suivi du Monte Alegre, du Monte Tamaro, du Monte Sarmiento, du Monte Pascoal et du Monte Aconcagua.
- Le Monte Sarmiento est le nom d'un paquebot qui avait participé au secours en 1930.
- Le 29 mai 2009, le Monte Aconcagua, dernier né de la nouvelle classe Monte, est baptisé à Hong Kong [6].

## Notes et références

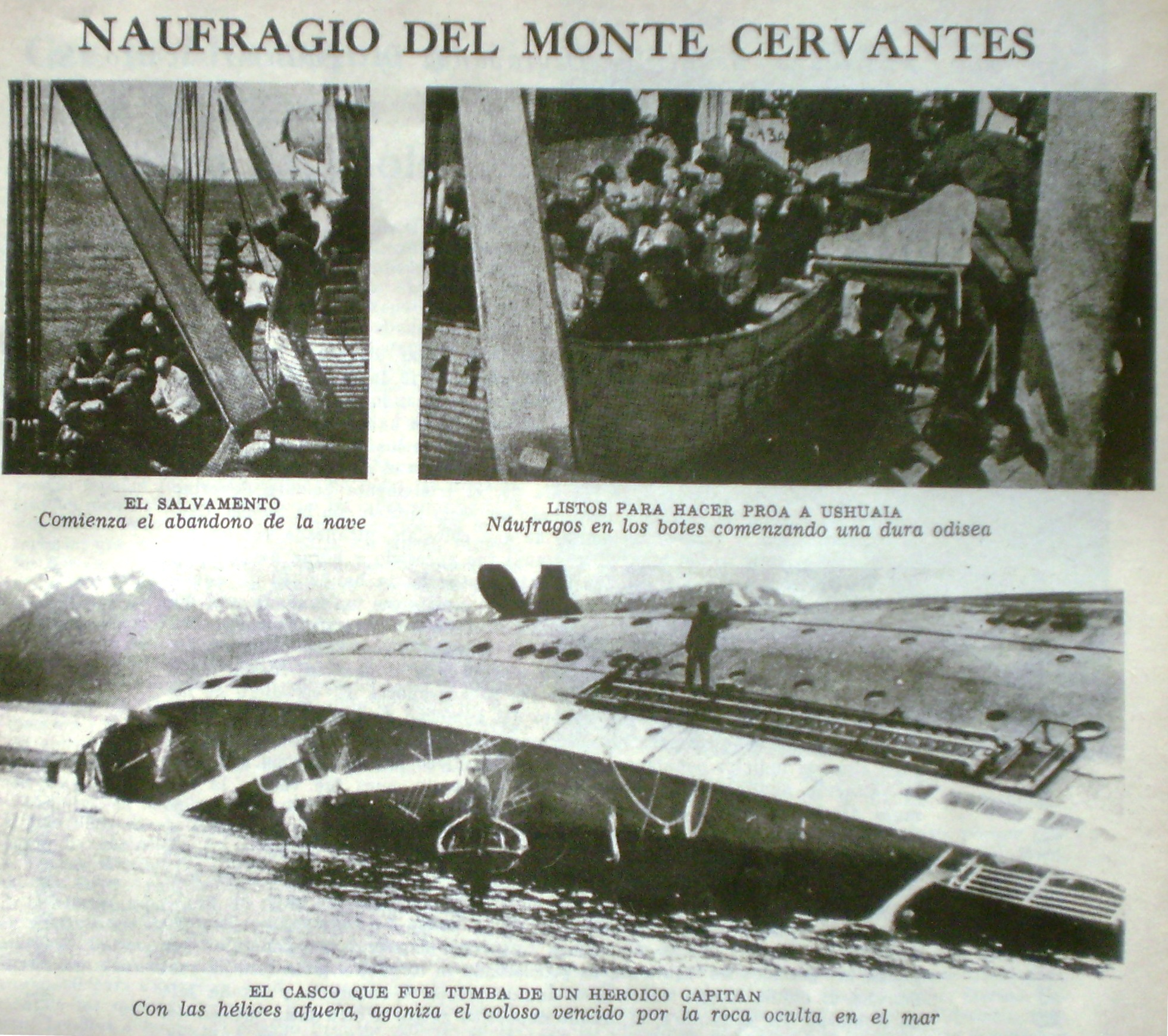
Photo de "La Razón" un quotidien argentin de 1930.

### Dans les médias
- En 2001, Spiegel TV a produit un film documentaire d'une heure intitulé "Sunk Off Cape Horn: The Mystery of the Monte Cervantes". Pour ce film des séquences cinématographiques sous-marines, ainsi que des photographies, des déclarations de survivants, des documents historiques et d'autres éléments de preuve ont été utilisés[7].
- Le film "Plongeons dans le passé: le mystère du Monte Cervantes" a été diffusé le 14 juin 2006 sur la chaîne de télévision allemande Phoenix.